# Sandro Aminaszwili
Sandro Aminaszwili (gruz. სანდრო ამინაშვილი; ur. 21 lutego 1992) – gruziński zapaśnik walczący w stylu wolnym. Olimpijczyk z Rio de Janeiro 2016, gdzie zajął czternaste miejsce w kategorii 86 kg.
Brązowy medalista mistrzostw świata w 2015. Wicemistrz Europy w 2021 i trzeci w 2018. Trzeci na igrzyskach europejskich w 2015 i dziewiąty w 2019. Trzeci w Pucharze Świata w 2016 i czwarty w 2022. Piąty w MŚ juniorów w 2012 roku.